# Кінта-Нормаль

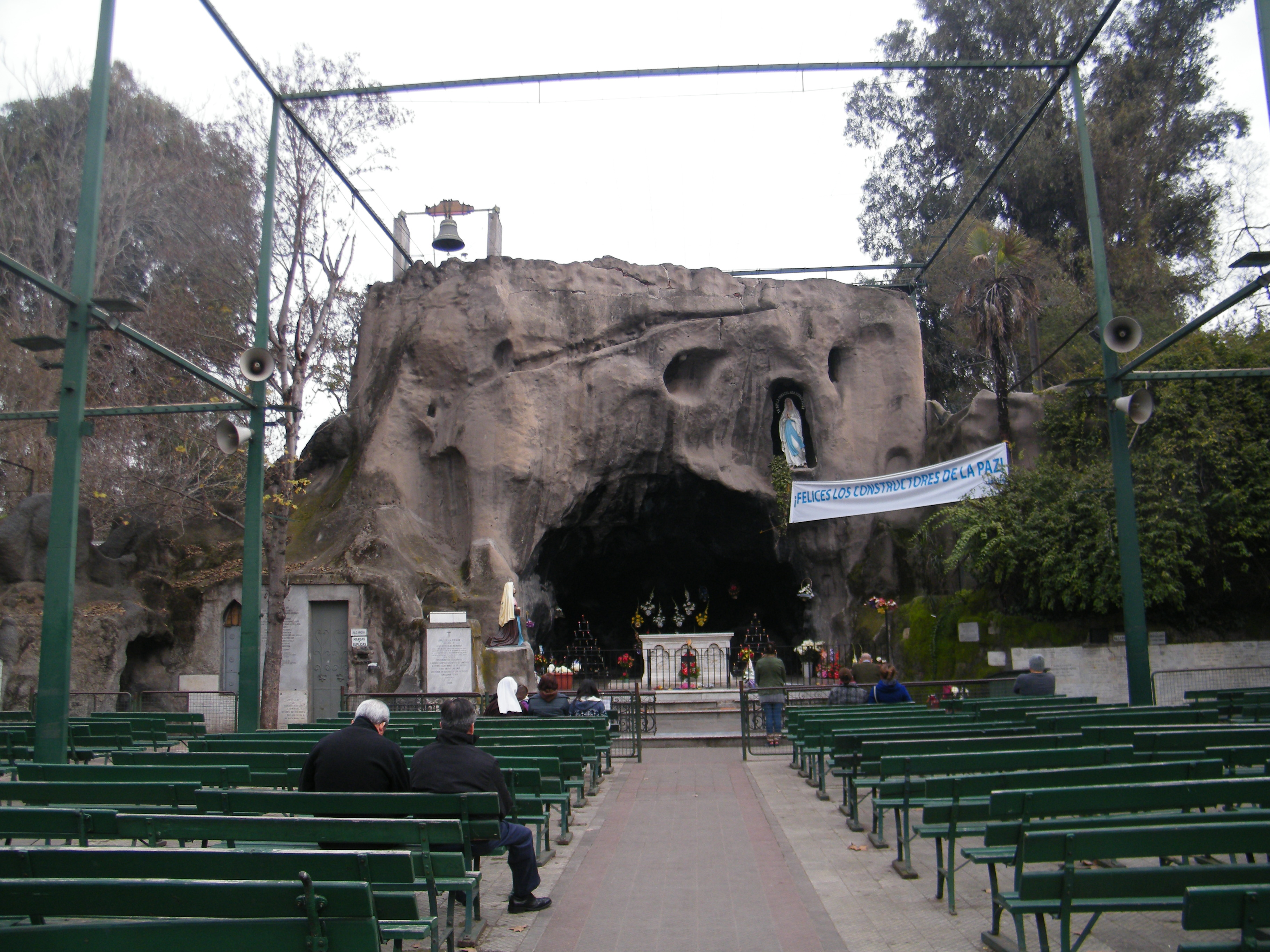
Грот Лурдес

Кінта-Нормаль (ісп. Quinta Normal) — комуна в Чилі. Одна з міських комун міста Сантьяго. Входить до складу провінції Сантьяго і Столичного регіону.
Територія — 13 км². Чисельність населення — 110 026 мешканців (2017). Щільність населення — 8463,5 чол./км².

## Розташування
Комуна розташована на північному заході міста Сантьяго.
Комуна межує:
- на півночі — з комуною Ренка,
- на сході — з комуною Сантьяго,
- на півдні — з комуною Естасьйон-Сентраль,
- на південному заході — з комуною Ло-Прадо,
- на заході — з комуною Серро-Навія.